# Бондин, Иван Андреевич
Иван Андреевич Бондин (7 декабря 1911, Автодеево, Нижегородская губерния, Российская империя — ????) — советский комсомольский работник, литературный сотрудник и сценарист.

## Биография
Родился 7 декабря 1911 года в Автодеево. Работал комсомольским работником, впоследствии литературным сотрудником в газетах. Последнее дело привлекло его и он решил связать свою жизнь с литературным творчеством и в 1930 году он поступил на сценарный факультет ВГИКа, который он окончил в 1935 году и вскоре начал писать сценарии к кинофильмам, всего были экранизировано 7 сценариев.
По свидетельству Бориса Хазанова (Геннадия Файбусовича) Бондин был арестован органами МГБ, в 1949 году содержался в Бутырской тюрьме. Дальнейшая судьба неизвестна.

## Фильмография

### Сценарист
- 1941 — Мужество (сюжет киноальманаха «Боевой киносборник № 3»)
- 1961 — Водил поезда машинист
- 1963 — Мечте навстречу
- 1964 — Наш честный хлеб
- 1971 — Если ты мужчина
- 1972 — Огоньки
- 1974 — Кто, если не ты...